# Bernard Cordier
Pour les articles homonymes, voir Cordier.
Bernard Cordier, né le 27 juillet 1950 est un médecin psychiatre français, spécialiste du traitement de la pédophilie et de la transidentité depuis les années 1990.

## Biographie

### Famille et formation
Bernard Cordier est né le 27 juillet 1950. Il est élève au collège Sainte-Croix de Neuilly depuis la classe de sixième en 1960-1961 jusqu'en classes terminales.
Étudiant en médecine à l'université Paris V, il est diplômé de médecine légale. Il obtient le diplôme d'État de docteur en médecine à l'issue de sa thèse de médecine en 1979 consacrée à une Étude sur les toxicomanes français en Inde ; il est médecin psychiatre.

### Carrière professionnelle
Médecin-psychiatre, il est chef de service à l'hôpital Foch de Suresnes dans les Hauts-de-Seine de 1996 à 2015.

## Travaux scientifiques et publications

### Pédophilie
Bernard Cordier, membre dans les années 1990 du groupe de travail interministériel santé-justice sur le traitement des délinquants sexuels, distingue une catégorie spécifique de pédophiles, à savoir « les prosélytes, qui invoquent des arguments pseudo-culturels et militent pour la dépénalisation de la pédophilie au nom du droit des enfants consentants au plaisir ». Il précise, concernant le cas de Gabriel Matzneff et des écrits complaisants en général : « Je ne dis pas que [le type d'écrits comparables à ceux de Gabriel Matzneff sème la pédophilie. Mais il la cautionne et facilite le passage du fantasme à l'acte chez des pédophiles latents. Cet écrivain n'hésite pas à faire du prosélytisme. Il est pédophile et s'en vante dans des récits qui ressemblent à des modes d'emploi. Or cet écrivain bénéficie d'une immunité qui constitue un fait nouveau dans notre société. Il est relayé par les médias, invité sur les plateaux de télévision, soutenu dans le milieu littéraire. […]
Ces écrits rassurent et encouragent ceux qui souffrent de leur préférence sexuelle, en leur suggérant qu'ils ne sont pas les seuls de leur espèce. D'ailleurs, les pédophiles sont très attentifs aux réactions de la société française à l'égard du cas Matzneff. Les intellectuels complaisants leur fournissent un alibi et des arguments : si des gens éclairés défendent cet écrivain, n'est-ce pas la preuve que les adversaires des pédophiles sont des coincés, menant des combats d'arrière-garde ? Ils veulent croire et prétendre que la société libérera un jour la pédophilie, comme elle l'a fait pour l'homosexualité, au nom de la défense des différences. Rien n'est plus faux ! Dès qu'il y a un enfant et un adulte, il y a un abuseur et un abusé. Cela n'a rien à voir avec une relation entre deux êtres véritablement consentants. […] Je suis frappé par l'incrédulité générale qui entoure la pédophilie. On ne croit pas l'enfant qui se plaint. Les parents hésitent. Les enquêteurs mettent en doute les dénonciations enfantines. Les épouses des pédophiles ne veulent pas savoir. Les institutions font comme s'il ne s'était rien passé. Bref, tout le monde fait la politique de l'autruche, sans doute parce que la pédophilie atteint ce qu'il y a de plus sacré : l'enfance. ».
Soucieux de protéger l'enfant, il est amené à prendre la vice-présidence de l'association La Voix de l'enfant qui fédère soixante-quinze associations. 
En 2007, ses travaux sur le traitement de la pédophilie l’amènent à répondre aux questions suivantes dans un entretien au quotidien Le Monde en tant que « psychiatre spécialiste de la question » : Qu'est-ce qu'un pédophile ? Peut-on évaluer la dangerosité des pédophiles ? Faut-il créer des hôpitaux-prisons ? Les traitements chimiques sont-ils efficaces ?
En octobre 2008, dans un débat avec Robert Badinter, il déplore que ses confrères, dans leur immense majorité, n’aient pas encore pris position. « Si l’on demande aux psychiatres de soigner le mal  et non la maladie, on va vers l’imposture ».
Le 22 novembre 2012, Bernard Cordier est entendu comme expert lors du débat parlementaire sur la protection de la famille et de l’enfance, où il est suivi par François Fondard et Guillemette Leneveu, président et directeur de l'Union nationale des associations familiales.

### Transidentité
Bernard Cordier est spécialiste de la transidentité depuis plus de 20 ans.
En 2013, il préconise la « spécialisation de quelques équipes pluridisciplinaires » qui « seraient les seules habilitées à décider et pratiquer la transformation homono-chirurgicale d’une personne souffrant de troubles de l’identité de genre ».
Psychiatre lui-même, président de la Société française d'études et de prise en charge de la transidentité, il considère qu'« Il ne faut pas psychiatriser cette question ». Il estime que « l'intervention [des psychiatres] est indispensable pour comprendre les motivations qui animent [les personnes qui consultent les équipes] et éviter notamment à certaines d'entre elles, souffrant d'une pathologie psychiatrique les poussant à penser qu'elles sont dysphoriques de genre, de s'engager dans un processus qui ne leur est pas indiqué. ».
Le 25 janvier 2018 à la Sorbonne, Bernard Cordier participe à la table-ronde « Personnes et identités trans » dans le cadre du colloque « Corps à corps - identités sexuelles, fait divers, genre ».

### Publications
Bernard Cordier est l'auteur de plusieurs publications,,.

#### Ouvrages
- sa thèse : Étude sur les toxicomanes français en Inde
- ( en coll)Aspects législatifs et administratifs de la psychiatrie, Maloine, 1986-1987
  - tome 1 : Textes généraux  (ISBN 978-2-22401-174-1)
  - tome 2 : Structures de soins  (ISBN 978-2-22401-175-8)
- (en coll) Le traumatisme de l'inceste Presses universitaires de France, 1994
- (en coll) Dépendance et conduites de dépendance actes de congrès, Masson, 1994  (ISBN 978-2-22584-432-4)
- (en coll) Psychopathologie de l'adulte, Masson, 2012
- (en coll) Du symptôme à la prescription en médecine générale, Masson, 2014

#### Articles
- (en coll) L'affaire du pentothal : la narcoanalyse assimilée à un serum de vérité, Synapse no 21, 1986
- (en coll) Bases neurobiologiques du comportement sexuel : de la théorie à la pratique, Annales de psychiatrie no 4 vol 4, 1989
- (en coll) Psychopathologie de la vie sexuelle. Travaux présentés aux VIe journées Sainte-Anne, Paris, 30-31 janvier 1989, in Annales de psychiatrie no 4 vol 4, 1989
- Séduction et pédophilie : un douloureux quiproquo Nervure no 6 vol 7, 1994
- La sexualité du transsexuel, Humeurs ; 12, 9-12, 1994
- (en coll) Errances en matière de transsexualisme, revue de Psychiatrie légale, no 14, 1996
- Obligation de soins et déontologie, revue de Psychiatrie légale, no 13, 1996
- (en coll) Aspects neuropsychologiques du transsexualisme avant et après hormonothérapie, Réunion conjointe de L’AFPB et du Belgium College of Neuropsychopharmacology and Biological Psychiatry. Encéphale, 1996
- (en coll) Prescrire des anti-androgènes à un pédophile in revue de psychiatrie légale no 17, 1997
- (en coll) Le syndrome de transsexualisme : aspects cliniques et perspectives thérapeutiques, in Encéphale no 5 vol 23, 1997
- (en coll) Aspects neuropsychologiques du transsexualisme : Résultats d’une étude préliminaire. La psychologie peut-elle être cognitive ? Recherches actuelles, Encéphale, 21, 20-21, 1998
- (en coll) Psychopathologie de l'adulte, Masson, 1998
- Soins aux délinquants sexuels in Information psychiatrique  no 5 vol 74, 1998
- (en coll) Les traitements hormonaux de la délinquance sexuelle in Encéphale, no 2 vol 24, 1998
- (en coll) Transsexualisme, Editions Scientifiques et Médicales, Psychiatrie, 37-299-D-20, 2000
- Les infractions sexuelles, prévention des récidives et assistance aux mineurs victimes - la loi du 17 juin 1998, ses circulaires et décrets d'application, 2001
- (en coll) 'Aspects médico-légaux de la pratique psychiatrique aux urgences in Annales médico-psychologiques n°2 vol 160, 2002
- (en coll) Le transsexualisme, proposition d'un protocole malgré quelques divergences Le transsexualisme in Annales médico-psychologiques n°3 vol 159, 2001
- (en coll) L'application de la loi du 4 mars 2002 in Annales médico-psychologiques n°5 vol 161, 2003
- (en coll) Information du patient en psychiatrie in Journal de psychiatrie n°4 novembre vol 16, 2003
- (en coll) Tests de personnalité et identification sexuée chez des transsexuels masculins, in Encéphale n°1 cahier 1 vol 31, 2005
- (en coll) Troubles bipolaires et aspects médico-légaux, in Encéphale n°février cahier 2 vol 31, 2005
- (en coll) Les infractions à caractère sexuel, enjeu de santé publique. Quels rôles et quelles fonctions pour le psychiatre et la psychiatrie ? in Pluriels, 2008
- (en coll) Conduites paraphiliques in Confrontations psychiatriques n°47, 2008
- (en coll avec RO. Badinter et all) La prolongation de peine et le psychologue in Troisièmes entretiens francophones de la psychologie, in Bulletin de psychologie n°500-2 vol 62, 2009
- Le transsexualisme trouble les esprits, revue Interpsy no 12, décembre 2009

## Pour approfondir